# Clay City (Kentucky)
Clay City è un comune degli Stati Uniti d'America, situato nello Stato del Kentucky, nella contea di Powell.